# کوسالار (آق‌دام)
کوسالار (به لاتین: Kosalar، به ارمنی: Քոսալար) یک منطقه مسکونی در جمهوری آذربایجان است که در شهرستان آق‌دام واقع شده است.